# Хроники Нарнии: Племянник чародея
«Хроники Нарнии: Племянник чародея» (англ. The Chronicles of Narnia: The Magician's Nephew) — предстоящий фэнтезийный фильм Греты Гервиг, экранизация одноимённого романа К. С. Льюиса. В фильме снимутся Эмма Маки, Дэниел Крейг, Мерил Стрип, Кэри Маллиган.

## Сюжет
Мальчик Дигори Керк и девочка Полли при помощи волшебных колец переносятся в Лес-между-мирами. В одном из миров они пробуждают колдунью Джадис и вместе с ней возвращаются в наш мир. Позднее дети, колдунья и дядя мальчика переносятся в новый мир — Нарнию. Этот мир создаётся песней Аслана, но вместе с Джадис в него пришло зло.

## В ролях
- Эмма Маки — Джадис
- Дэниел Крейг — Эндрю Кеттерли
- Мерил Стрип — Аслан (голос)
- Кэри Маллиган — Мейбл Керк

## Производство
В октябре 2018 года компании Netflix и eOne Films заключили сделку с компанией C.S. Lewis Company по созданию фильмов и телевизионных сериалов, основанных на цикле «Хроники Нарнии».
В июле 2023 года стало известно, что режиссёром первых двух фильмов о Нарнии в рамках соглашения с Netflix станет Грета Гервиг; продюсерами станут Марк Гордон, Дуглас Грешем, Эми Паскаль и Винсент Зибер. В марте 2025 года стало известно, что Дэниел Крейг ведёт переговоры о съёмках в первом фильме. В апреле Мерил Стрип предложили озвучить Аслана. В том же месяце на роль Белой колдуньи была утверждена Эмма Маки. В мае на роль Мейбл Керк была утверждена Кэри Маллиган. Тогда же стало известно, что первый фильм Гервиг станет адаптации романа «Племянник чародея».
Основные съёмки стартовали в Лондоне 11 августа 2025 года, часть съёмок будет проходить на киностудии Шеппертон.  Оператором выступил Шеймас Макгарви.

## Премьера
Премьера фильма в кинотеатрах США состоится 26 ноября 2026 года в 1000 кинотеатрах IMAX. С 25 декабря 2026 года фильм будет доступен на стриминговой платформе Netflix.